# Yushima Tenjin
Yushima Tenjin (jap. 湯島天神) lub Yushima Tenman-gū (jap. 湯島天満宮) – chram shintō w Tokio, w dzielnicy Bunkyō, w Japonii. Chram jest głównym tokijskim sanktuarium dla uczniów i studentów.

## Historia
Chram powstał w 458 ku czci kami siły fizycznej Ame-no-Tajikarao. Następnie w 1355 stał się jednym z wielu chramów (zwanych Tenjin) oznaczających kami uczonego, polityka i poety Michizane Sugawary (845–903), znanego pod pośmiertnym imieniem Tenjin. Yushima Tenjin, podobnie jak wszystkie chramy Tenjin, jest licznie odwiedzany przez uczniów i studentów, którzy proszą o zaliczenie egzaminów, dobre oceny i dostanie się na wybraną uczelnię. Zawieszają tam liczne tabliczki ema ze swoimi życzeniami. Podobną rolę pełni pobliska świątynia konfucjańska Yushima Seidō.
Dzisiejszy chram, zbudowany z drewna kryptomerii, pochodzi z 1478 roku. W 1995, zgodnie z tradycją shintō okresowej wymiany konstrukcji chramów, był odnowiony. Znajduje się tu duży posąg krowy z brązu, typowy element chramów Tenjin. Uważa się bowiem, że krowa jest sługą kami Tenjina. Znana jako nade-ushi („krowa do głaskania”), ma uzdrawiać z chorób.
W lutym odbywa się tu festiwal kwitnącej moreli japońskiej (ume) o pięknie pachnących kwiatach.

## Galeria

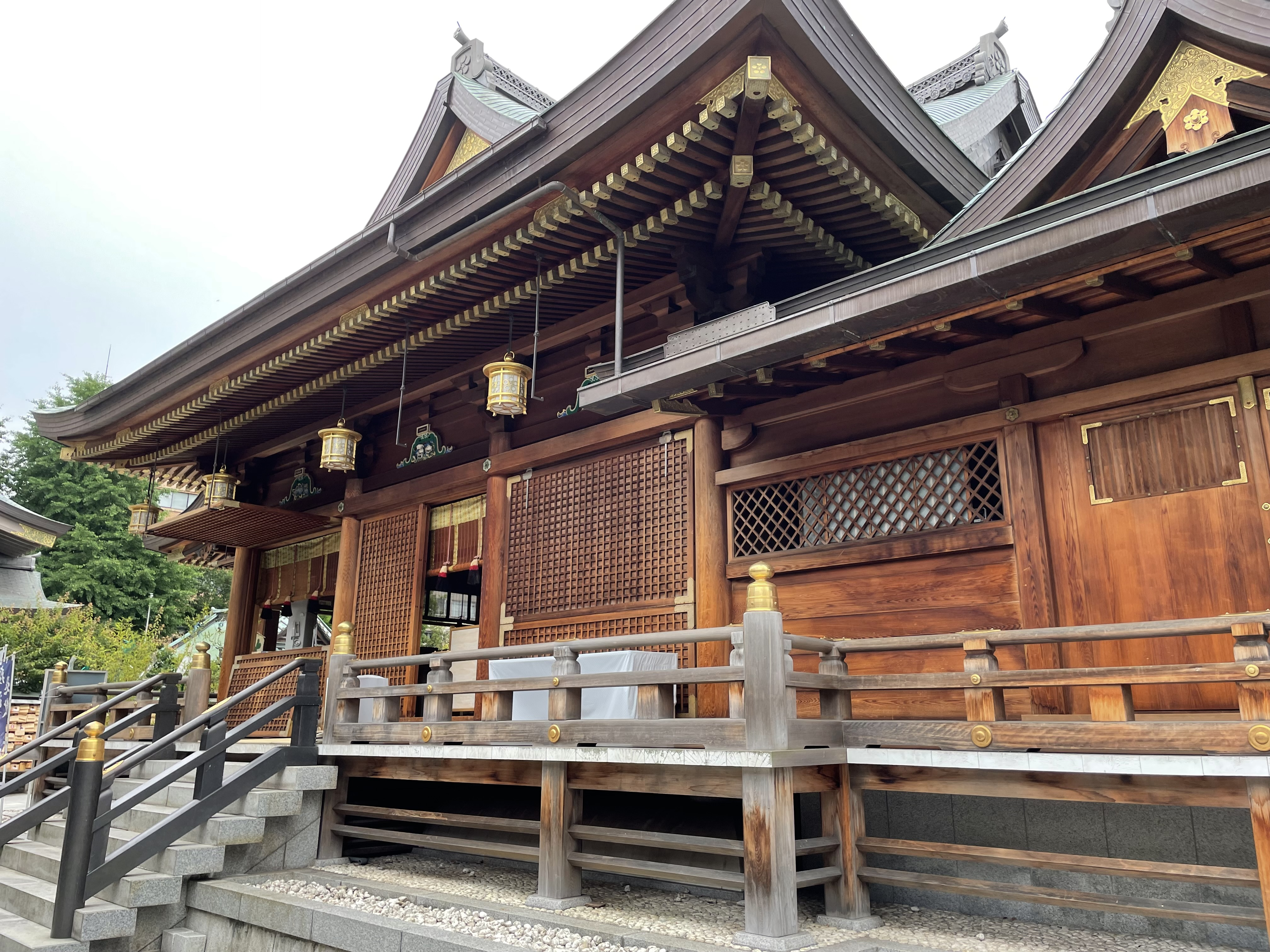
Yushima Tenman-gū
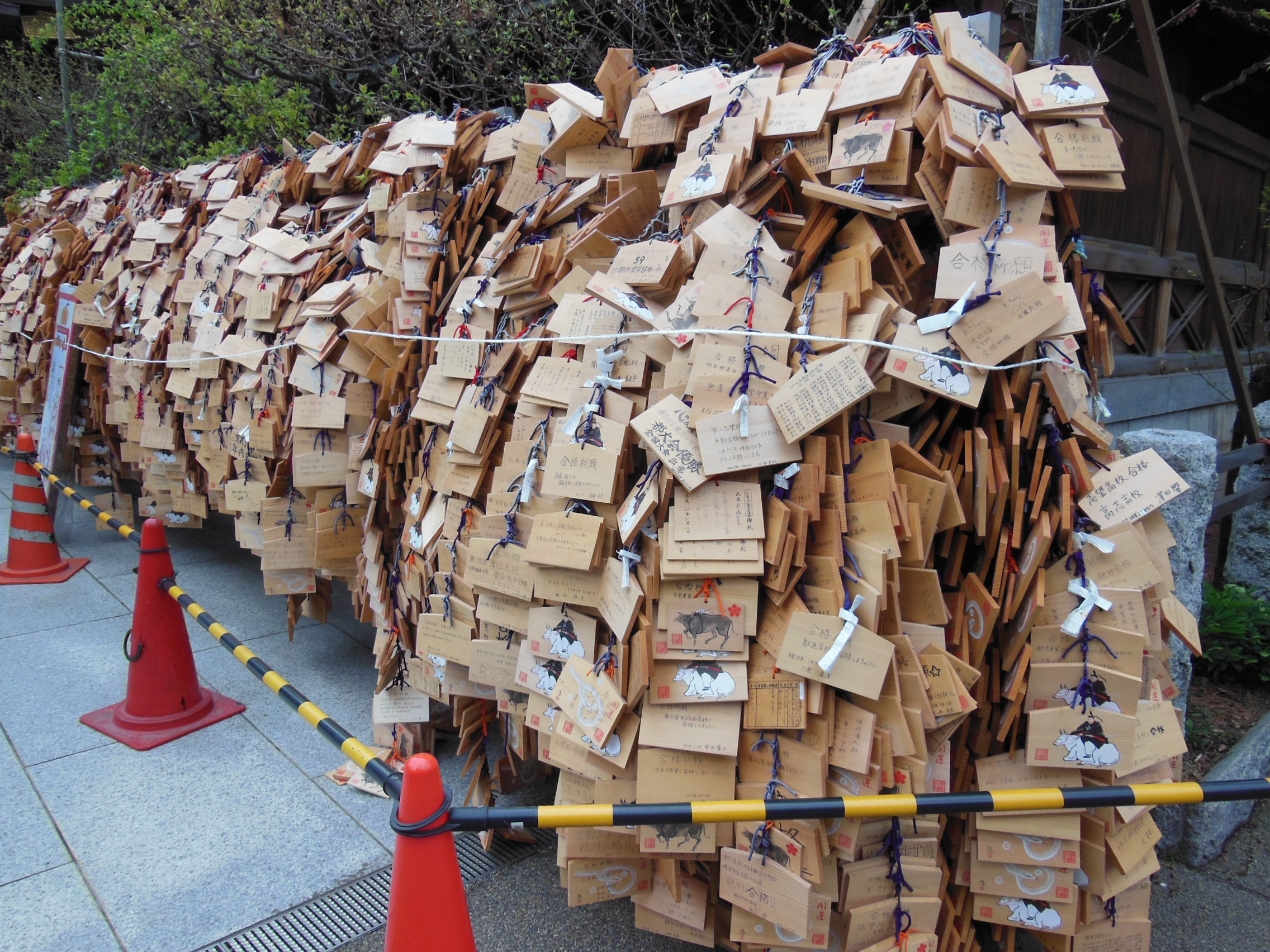
Tabliczki ema
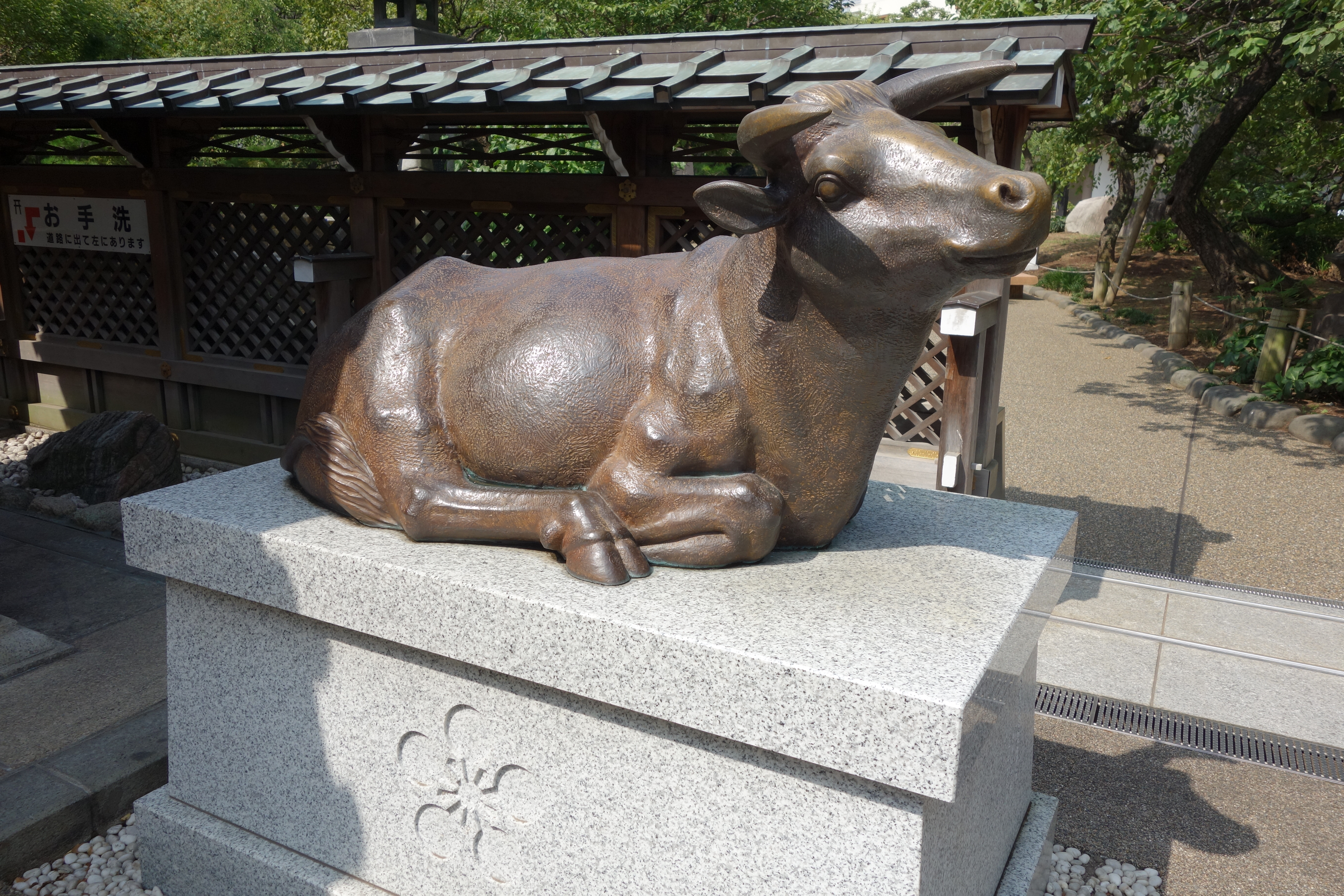
„Krowa do głaskania”
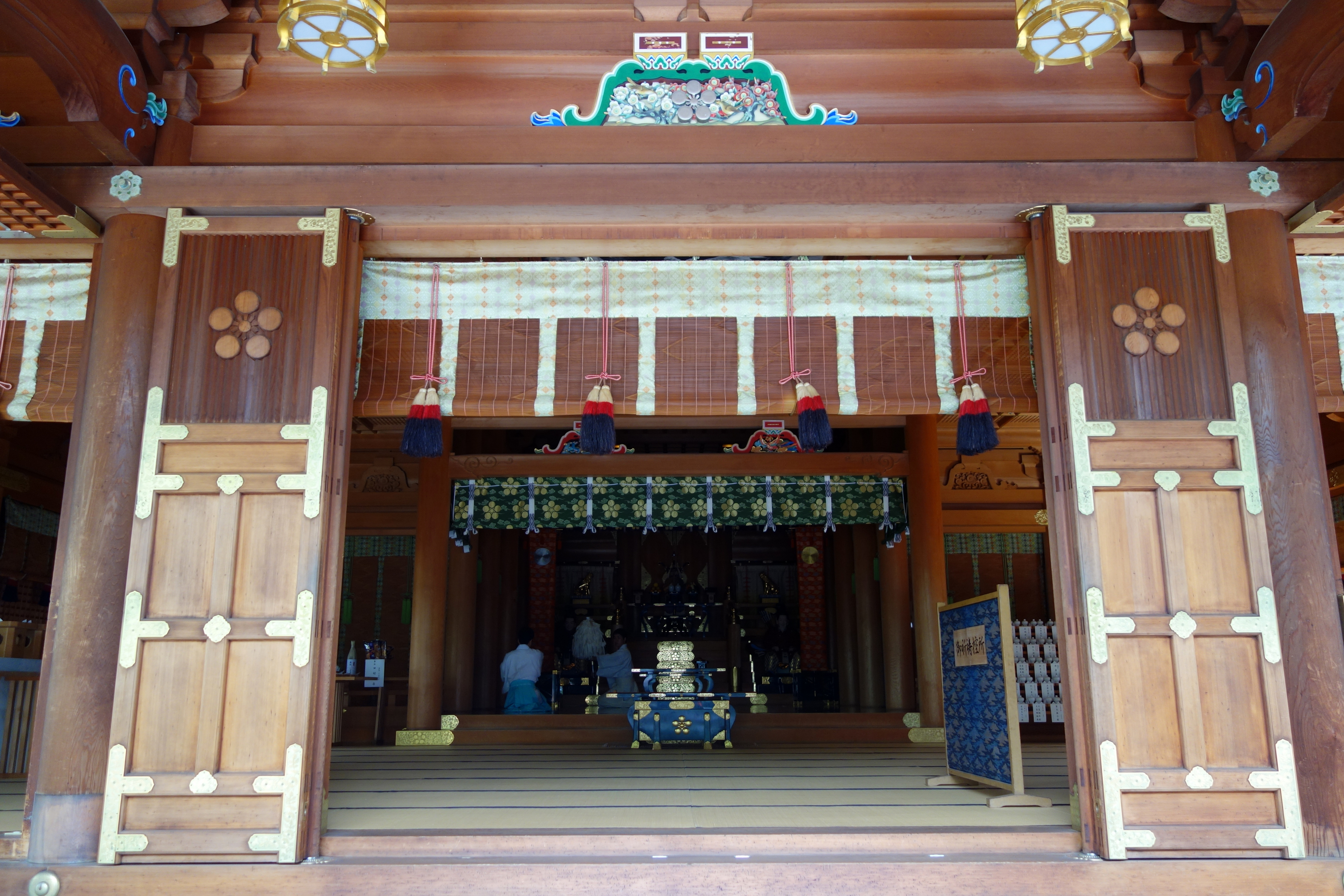
Haiden